# Goodia fulvescens
Goodia fulvescens är en fjärilsart som beskrevs av L.Sonthonnax 1898. Goodia fulvescens ingår i släktet Goodia och familjen påfågelsspinnare. Inga underarter finns listade i Catalogue of Life.